# 31. ožujka
31. ožujka (31. 3.) 90. je dan godine po gregorijanskom kalendaru (91. u prijestupnoj godini).
Do kraja godine ima još 275 dana.

## Događaji
- 1282. – Sicilijanska večernja – pobuna protiv francuskih osvajača i prema predaji početci mafije
- 1889. – Otvoren je Eiffelov toranj, kojeg je konstruirao Gustave Eiffel
- 1903. – Novozelandski izumitelj Richard Pearse navodno je poletio u jednom od prvih letećih strojeva.
- 1905. – Arthur Conan Doyle stvorio je lik detektiva Sherlocka Holmesa.
- 1917. – Danske Zapadne Indije postale su američki Djevičanski otoci nakon što su Sjedinjene Države platile Danskoj 25 milijuna dolara za te karipske otoke.
- 1930. – Hollywoodski filmski studiji uspostavili su Proizvodni kod (Production Code) radi izbjegavanja vladine cenzure.
- 1991. – Raspao se Varšavski pakt, vojni savez zemalja Istočnog bloka tijekom hladnog rata.
- 1991. – Krvavi Uskrs u Hrvatskoj. Redarstvenici MUP-a RH upali su u zasjedu pobunjenih Srba kod Plitvica, pri čemu je poginuo mladi Imoćanin Josip Jović (redarstvenik), prva žrtva Domovinskog rata. Ugušena velikosrpska pobuna na području Nacionalnog parka Plitvica.[1]
- 1995. – Završio mandat vojnih snaga UNPROFOR-a u Hrvatskoj.

| - 1596. – René Descartes, francuski filozof i znanstvenik († 1650.) - 1601. – Jakov Mikalja, hrvatski jezikoslovac i leksikograf († 1654.) - 1732. – Joseph Haydn, austrijski skladatelj i dirigent († 1809.) - 1809. – Nikolaj Vasiljevič Gogolj, ruski književnik († 1852.) - 1876. – Borisav "Bora" Stanković, srpski književnik († 1927.) - 1882. – Kornej Čukovski (Nikolaj Vasiljevič Kornejčukov), ruski književnik († 1969.) - 1906. – Oksana Ivanenko, ukrajinska književnica († 1997.) - 1914. – Octavio Paz, meksički književnik i diplomat († 1998.) - 1926. – Rudolf Miculinić, hrvatski liječnik († 2009.) - 1935. – Richard Chamberlain, američki glumac († 2025.) - 1944. – Blago Zadro, heroj Domovinskog rata († 1991.) - 1976. – Oliver Frljić, hrvatski redatelj - 2003. – Igor Matanović, hrvatski nogometaš | - 1727. – Isaac Newton, engleski fizičar (* 1643.) - 1814. – Džono Rastić, hrvatski pjesnik (* 1755.) - 1837. – John Constable, britanski umjetnik (* 1776.) - 1917. – Emil Adolf von Behring, njemački liječnik i imunolog (* 1854.) - 1943. – Franjo Fancev, hrvatski književnik i povjesničar (* 1882.) - 1945. – Ana Frank, njemica židovskog podrijetla, žrtva nacističkog režima (* 1929.) - 1980. – Vjekoslav Klišanić, hrvatski general (* 1897.) - 1980. – Jesse Owens, američki atletičar (* 1913.) - 2016. – Zaha Hadid, britanska arhitektica i dizajnerica iračkog podrijetla (* 1950.) - 2016. – Hans-Dietrich Genscher, njemački političar (* 1927.) - 2023. – Smiljka Bencet-Jagarić, hrvatska glumica (* 1934.) |

## Imendani
- Benjamin
- Amos
- Ljubomir
- Balbina
- Gvido
- Natalija